# The Ring Virus
The Ring Virus – południowokoreański horror nakręcony w 1999. Był to piąty z kolei film nakręcony na podstawie książki Ringu, autorstwa Kōjiego Suzuki.
Ring Virus został nakręcony na podstawie powieści Ringu Kōjiego Suzuki, jednak jego reżyser, Kim Dong-bin, zastosował wiele zmian w stosunku do japońskiej książki. Akcja dzieje się w Korei, a nie w Japonii. Bohaterowie noszą inne imiona. Zmieniono także wątek pochodzenia „przeklętej kasety”.
Fabuła filmu jest prawie identyczna jak w japońskim The Ring: pewne koreańskie miasto odznacza się legendą o przeklętej kasecie wideo, która zabija tydzień po jej obejrzeniu. Po tym, jak w niewyjaśnionych okolicznościach umiera jej siostrzenica, początkująca dziennikarka o imieniu Sun-ju postanawia odnaleźć kasetę. Znajduje ją i ogląda.
W koreańskim filmie Sadako Yamamura (w amerykańskiej wersji Samara Morgan) nosi imię Park Eun-Suh.